# Uromyrtus metrosideros
Uromyrtus metrosideros là một loài thực vật có hoa trong Họ Đào kim nương. Loài này được (F.M.Bailey) A.J.Scott miêu tả khoa học đầu tiên năm 1986.